# 모스콥스코페트로그라츠카야선
모스콥스코 페트로그라츠카야 선(러시아어: Московско-Петроградская линия) 또는 블루 라인으로 알려진 상트페테르부르크 지하철의 2호선은 1961년에 개통된 러시아 상트페테르부르크 지하철의 두 번째 노선으로, 도심과 북부와 남부를 잇는 노선이다. 이것은 소련에서 최초의 독특한 형식의 플랫폼 구조인 "수평 리프트"로 불리는 유형을 특징으로 했다. 모스콥스코 페트로그라츠카야 선의 색상은 일반적으로 메트로 지도 상에서 파란색으로 표기된다. 2006년에 연장 개통으로 상트페테르부르크 지하철에서 가장 긴 노선이 되었다.

## 노선 개요
모스콥스코 페트로그라츠카야 선은 파르나스 역을 출발해 쿱치노 역을 연결한다.

### 구간
| 구간                                           | 개통일           | 길이    |
| ---------------------------------------------- | ---------------- | ------- |
| 테흐놀로기체스키 인스티투트 - 파르크 포베디    | 1961년 4월 29일  | 5.5 km  |
| 테흐놀로기체스키 인스티투트 - 페트로그라츠카야 | 1963년 7월 1일   | 6.0 km  |
| 파르크 포베디 - 모스콥스카야                   | 1969년 12월 25일 | 1.7 km  |
| 모스콥스카야 - 쿱치노                          | 1972년 12월 25일 | 4.5 km  |
| 페트로그라츠카야 - 우델나야                    | 1982년 11월 6일  | 6.1 km  |
| 우델나야 - 프로스펙트 프로스베셰니야           | 1988년 8월 19일  | 4.1 km  |
| 프로스펙트 프로스베셰니야 - 파르나스           | 2006년 12월 22일 | 2.2 km  |
| 총합                                           | 18역             | 30.1 km |

### 명칭 변경
| 역              | 이전 이름     | 해당년    |
| --------------- | ------------- | --------- |
| 센나야 플로샤디 | 플로샤디 미라 | 1963–1991 |

## 환승역
|  | 노선                           | 환승역                      |
|  | ------------------------------ | --------------------------- |
|  | 키롭스코 비보륵스카야 선       | 테흐놀로기체스키 인스티투트 |
|  | 넵스코 바실레오스트롭스카야 선 | 넵스키 프로스펙트           |
|  | 프라보베레즈나야 선            | 센나야 플로샤디             |
|  | 프룬젠스코 프리모르스카야 선   | 센나야 플로샤디             |

## 차량
모스콥스코 페트로그라츠카야 선에서는 모스콥스코예(3번) 기지가 운행되며, 6량 편성 열차가 56편성이다. 이들 중 대부분은 81-714/717형이지만, 일부는 1970년대에서 1990년대까지 만들어진 5 차량의 표준이다. 또한, 2000년 이후 운행되는 새로운 81-540.1/541 1 차량과 9 차량이 운행 중에 있다.